# 九州南西海域工作船事件
九州南西海域工作船事件（きゅうしゅうなんせいかいいきこうさくせんじけん）とは、2001年（平成13年）12月22日に東シナ海で発生した朝鮮民主主義人民共和国（北朝鮮）の工作船である不審船の追跡事件である。不審船は日本の海上保安庁の巡視船と交戦の末に爆発、沈没した。九州南西海域不審船事案、奄美沖不審船銃撃事件などとも称される。
諸外国では奄美大島沖海戦（英: Battle of Amami-Ōshima）と呼称される。

## 概要
1999年（平成11年）3月23日、日本海で能登半島沖不審船事件が発生し、日本の近海で北朝鮮による工作船が暗躍している可能性が認められていた。
本事件における最初の不審船の情報は、2001年（平成13年）12月18日にアメリカ軍から情報を受け取った防衛庁により、海上保安庁（海保）へと伝達された。海保はこの情報を元に、東シナ海の公海上で漁船のような外観の国籍不明の不審船を発見。日本の排他的経済水域（EEZ）内において、不審船の乗組員が排他的経済水域における漁業等に関する主権的権利の行使等に関する法律第5条第1項の規定に違反する無許可漁業等を行っている疑いがあったとして、漁業法に基づいて停船を命令、巡視船による立ち入り検査を試みたが、当該不審船はこれを無視して逃走した。
これを受けて、巡視船は漁業法違反（立入検査忌避）容疑で上空や海面への威嚇射撃を行ったが、なおも不審船が逃走を続けたため、警告を発した後に海上保安庁法に基づいて、機関砲による船体射撃を行った。
22日深夜に、巡視船が不審船に強行接舷を試みたところ、乗員が巡視船に対して突如として小火器や携行式ロケット砲による攻撃を開始した。これを受けて巡視船側も正当防衛射撃で応射し、激しい銃撃戦が繰り広げられた。
その後、不審船は突如爆発を起こし沈没した。この銃撃戦で日本側は海上保安官3名が銃弾を受けて軽傷を負い、不審船側は推定15名の乗組員全員が死亡したものとされている（うち8名の死亡のみ確認）。
事件発生直後は「九州南西海域不審船事件」などと表現されていたが、沈没した不審船を海底から引き上げた結果、北朝鮮の工作船であることが判明し、現在では「九州南西海域工作船事件」と称される。

## 事件の経過

### 米軍情報と不審電波
2001年（平成13年）12月18日頃に、在日米軍から不審船に関する情報が防衛庁に提供され、それを受けて各通信所に北朝鮮に関する無線の傍受を指示、翌12月19日に喜界島通信所が不審な通信電波を捕捉したため、海上自衛隊機は喜界島近辺海域を哨戒した。

### 不審船の発見
12月21日16時32分に、鹿屋航空基地所属のロッキードP-3C対潜哨戒機が、東シナ海の九州南西海域（奄美大島の北北西150キロ）において、船体に「長漁3705」と記された、漁船に似た不審船を発見した。一報は17時30分に中谷元防衛庁長官に、18時頃には内閣総理大臣秘書官、内閣官房長官秘書官、内閣官房副長官秘書官にも伝えられた。
防衛庁は、18時30分頃に鹿屋航空基地に帰投したP-3Cが撮影した画像を解析し、対象船舶は北朝鮮の工作船の可能性が高いと判断、翌12月22日1時に防衛庁長官に「工作船の可能性が高い」との分析結果が報告され、1時10分、内閣総理大臣秘書官、内閣官房長官秘書官、内閣官房副長官秘書官、海上保安庁に通報した。通報を受けた井上義行内閣官房副長官秘書官は安倍晋三内閣官房副長官らと、首相官邸別館にある危機管理センターで対応策を協議した結果、特殊警備隊（SST）の投入が検討された。

### 海上保安庁と自衛隊の出動
通報を受けた海上保安庁は、これを捕捉すべく追尾することとし、第十管区（鹿児島）、第十一管区（那覇）本部の稼動可能な航空機および巡視船艇を出動させた。
海上保安庁は、事件発生後まもなく、第十管区（鹿児島）及び鹿児島海上保安部に捜査本部を設置し、事件の全容解明に向けた捜査を開始した。また、第七（北九州）、第八（舞鶴）管区などにも警戒態勢をとらせた。現場に向かった巡視船艇は24隻、航空機は14機に及んだ。
海上自衛隊も、情報を受けて佐世保地方隊の一部に緊急出航を命じた。11時20分に佐世保基地から護衛艦「こんごう」、「やまぎり」（第2護衛隊群所属）を現場へ向かわせている。日本国政府からは、海上自衛隊の特別警備隊（SBU）に出動待機命令が発令された。

### 海面や空中への威嚇射撃と船体への射撃
同日6時20分、奄美大島の北西240キロで西進する船影を海上保安庁のビーチ350が確認、12時48分には、まず180トン型巡視船「いなさ」（当時長崎海上保安部所属）が不審船を視認した。約20分後、「漁業法励行」のため、船尾に国旗を掲揚していない不審船に対して航空機と巡視船から最初の停船命令が発せられた。
不審船はこれを無視して逃走を続けたため、拡声器と無線による多言語、旗りゅう信号、発光信号、汽笛などによる音響信号、発炎筒による度重なる停船命令を行った。しかし、不審船はさらに逃走を続け、15時ごろにはEEZの日中中間線を超えてなおも西進を続けた。
この時点で「漁業法違反容疑（立ち入り検査忌避）」が成立したため、巡視船は「停船しなければ銃撃を行う」という意味の旗りゅう信号をマストに掲揚し、朝鮮語などの多言語で同様の射撃警告を行った後、逃走防止のため、海上保安庁法第20条1項を遵守しながら、14時36分からRFS付20mm機関砲による不審船の上空および海面への威嚇射撃を行った。以後、45分間にわたって断続的に計5回、段階的に警告度を高めつつ威嚇射撃を実施したものの、不審船はいずれも無視して逃走を続けた。
不審船側は立ち入り検査と威嚇射撃を止めさせるためか、乗組員が甲板上で中国の国旗のような赤い布を振って見せた。なお14時15分の時点で、縄野海上保安庁長官は、船体を狙った射撃も含めた威嚇射撃を許可していた。またこの間に、350トン型巡視船「あまみ」（当時名瀬海上保安部所属）、180トン型巡視船「きりしま」（当時串木野海上保安部所属）も現場に到着していた。
海上保安庁法第20条によると、危害射撃が可能な基準（海上保安官が武器を使用して相手に危害を加えた場合に免責される基準）は警察官職務執行法第7条を準用し、正当防衛、緊急避難、重大凶悪犯罪（懲役3年以上）を犯した疑いのある者等の検挙時に犯人が逃走・抵抗を図り、これを防ぐために他に採る手段がない場合のみである。また、1999年に発生した能登半島沖不審船事件を受けて改正された海上保安庁法第20条2項によると、外国船舶の領海内における航行が重大凶悪犯罪を犯す準備のために行われている疑いを払拭することができず、将来繰り返し行われる蓋然性があると海上保安庁長官が認定した場合にも、危害射撃が可能であった。
しかし、本件では不審船に同条に抵触する行為の疑いがなく、日本の領海外のEEZを航海中でもあったため、危害射撃による免責の要件を満たせず、本庁は難しい判断を迫られた。最終的に本庁は「照準性能が高いRFS付き機関砲であれば、乗員に危害を加えずに船体射撃が可能」という判断を基に船体射撃を行うことを決定した。
そして、16時13分から「いなさ」が、不審船の船尾にあると推定される機関を破壊するために、警告放送の後に20mm機関砲による射撃を行った。しかし効果はなく、なおも不審船は逃走を続けた。
16時30分、180トン型巡視船「みずき」（当時福岡海上保安部所属）が追跡船隊に参入した。赤外線映像の解析により、主機は船尾ではなく前部の船倉にあることが判明した（船尾に上陸用舟艇を隠すために船首部分に機関を設置していたことが事件後に判明している）ことから、16時58分、「撃つぞ。船首を撃つから船首から離れろ」との警告の後、不審船の左舷側より「みずき」搭載の20mm機関砲により、船首への射撃を行った。その後、不審船の右舷側から船首への威嚇射撃を行った際に、発射された曳光弾が船首の甲板上のドラム缶に備蓄されていた予備燃料に命中、引火し火災が発生した。これにより、17時24分、不審船はようやく停船した。
しかし、乗組員によって消火器や毛布を使った消火活動が行われるとともに、延焼防止のため風上に船尾を向けて後進をかけて炎を船首に追いやることで、30分ほどで鎮火がなされ、南南西に向けて11ノットで逃走を再開した。なお巡視船に取り付けられている赤外線カメラの映像で、この火災の際に不審船の左舷側から乗組員が何らかの物体を海中に投棄したのが確認されているが、物体はすぐに海中に沈んだため、回収するには至らなかった。この物体は、暗号表や乱数表などの機密性の高いもの、あるいは覚醒剤などの違法な物品ではないかと推測されている。
この間、海上保安庁側も、急行中のヘリコプター搭載巡視船「おおすみ」に乗船した特殊警備隊（SST）の到着を待っていたことから、強行接舷は行われなかった。21時00分に、「みずき」が再び船体射撃を行ったが、装填していた20mm機関砲の弾薬がなくなったため、弾薬を再装填するために一時離脱を余儀なくされた。
この射撃を受けて、21時35分には不審船は再度停船したが、2分後には再度動き出した。逃走する方向には、10キロほど離れたところに無関係の中国の漁船団が多数操業していることがわかり、不審船はここに紛れ込むことを目論んでいると判断されたことから、SSTの到着を待たずして不審船を確保する必要が生じた。当初「いなさ」と「きりしま」で挟撃し逃走を防ごうとしたものの、大しけにより接舷状態を維持できず失敗。その後「いなさ」と「きりしま」の間に曳航索を渡し、その曳航索を不審船に絡めて逃走を阻止する方法も実施されたが、不審船が逃走を開始して失敗した。

### 不審船からの反撃と銃撃戦

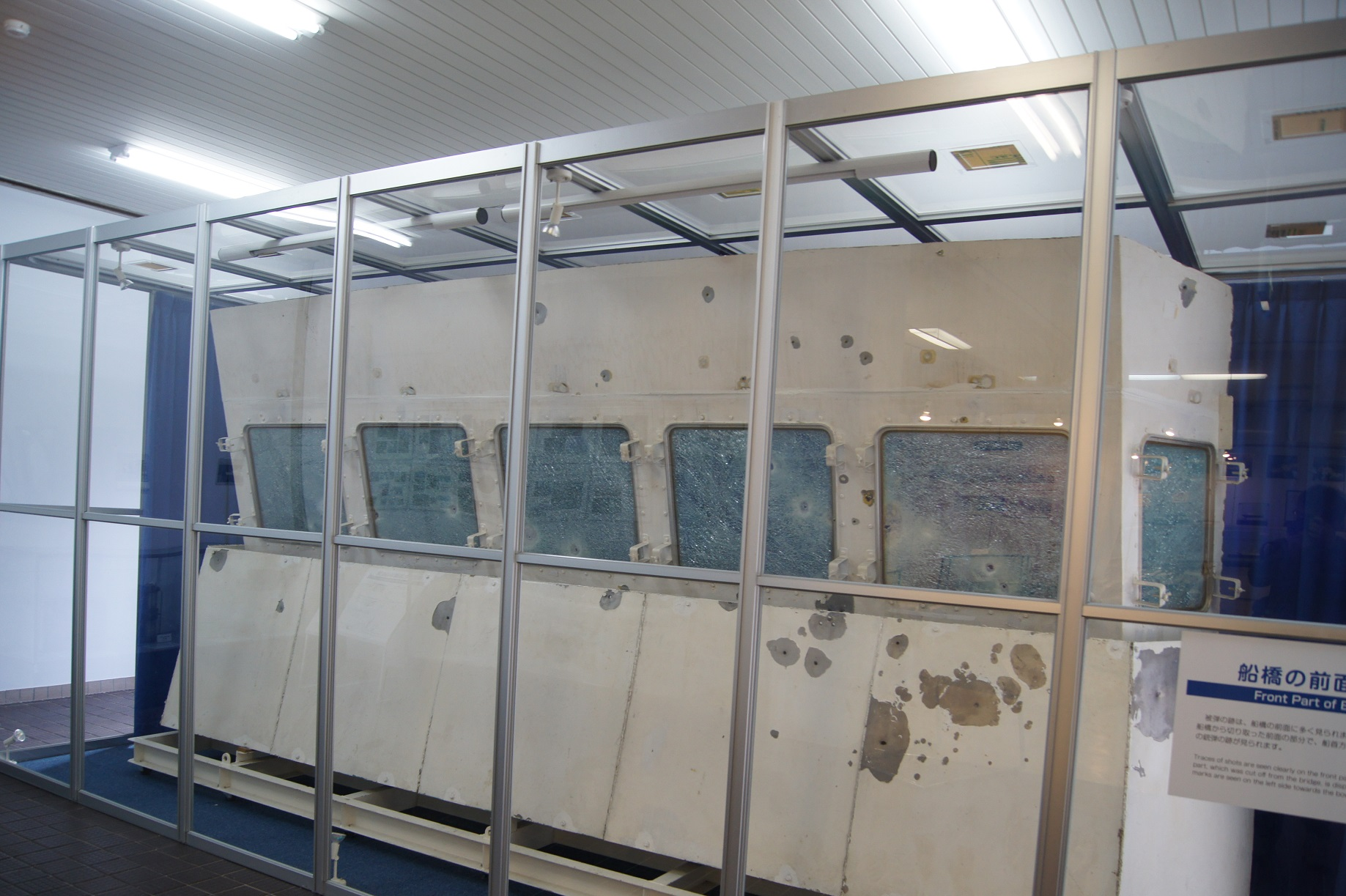
銃撃で損傷した「あまみ」の船橋

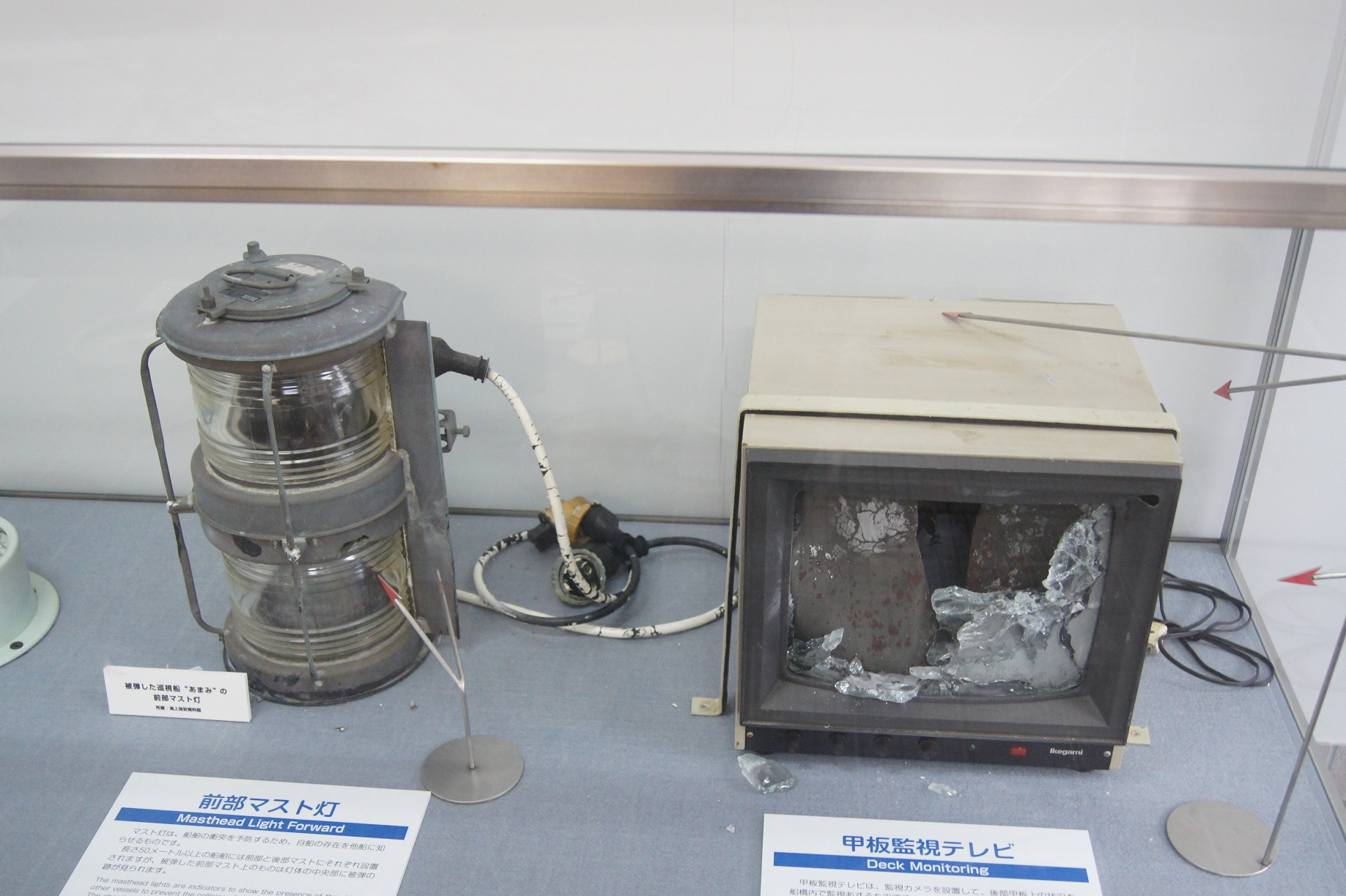
銃撃で損傷した「あまみ」の前部マスト灯と甲板監視TV

22時00分、低速で逃走する不審船に対し、「いなさ」が距離を取って監視し、右舷側から「あまみ」、左舷側から「きりしま」がサーチライトを照射しながら不審船を挟撃、強行接舷し、64式7.62mm小銃で武装した海上保安官の臨検要員の突入を試みた。その際、不審船に乗っていた複数の乗組員がPK系軽機関銃およびAKS-74による銃撃を巡視船に対して開始した。
この銃撃を受けた巡視船は、サーチライトを消灯し、「あまみ」と「きりしま」は全速力で退避。「あまみ」の海上保安官は、あらかじめ不測の事態に備えて装備していた64式7.62mm小銃による正当防衛射撃を直ちに行った。また、不審船左舷側で距離を取り並走していた「いなさ」は20mm機関砲により正当防衛射撃を実施。不審船乗組員はZPU-2機関砲や小火器を用いて執拗な攻撃を繰り返した上、RPG-7を2発発射した。しかし、RPG-7は波で激しく船体が揺れていた上に、視界不良もあって巡視船に命中することはなかった。船橋部分が防弾化されていた不審船の乗組員は、視界不良の中で巡視船が放つ曳光弾の光を頼りに、なおも自動小銃で攻撃を続けた。
このRPG発射の様子は、上空を飛んでいた海上保安庁機の採証装置（赤外線カメラ）に映像として記録された。「あまみ」から撮影していたビデオ映像にも、画面は真っ暗だったが、飛翔体が「あまみ」の上を通過した音が記録されており、これはRPGの弾体が通過した音と推定されている。
防弾の施されていない「あまみ」は、銃撃戦による被害が大きく、船橋を100発以上の銃弾に貫通され、乗組員3名が負傷した。また、射撃を受けた際に「後進いっぱい」を命じたため、船体後部のスリップウェイ内の搭載艇が波浪で押しつぶされるなどの被害も発生している。一方、日向灘不審船事件を契機に誕生した「きりしま」の損害は軽微であったが44発を被弾、「いなさ」については21発被弾し、防弾化されていなかった主船体部を銃弾が貫通、右舷機冷却系統に被弾し機関停止した。
銃撃戦が長引いた理由としては、海上保安庁は警察機関の一つであり、該船（取締り対象の船）の撃沈や乗員の殺傷による無力化ではなく拿捕・検挙を目的とするため、20ミリ機関砲が持つ本来の3,000発/分の発射速度を500発/分に制限しており、弾薬も、警告射撃の際に被疑者に光で警告する効果を期待して曳光弾と普通弾を保有しているが、炸薬を充填した榴弾を保有していないことがあげられた。

### 自爆・沈没
22時13分、不審船は巡視船と銃撃戦の末、突如爆発、炎上を起こして東シナ海沖の中国EEZ内で沈没した（爆発による火柱が吹き上がるのと同時に沈没したことから、轟沈とも表現される）。不審船が自爆する瞬間まで、乗組員は巡視船に向けて自動小銃を発砲し続けた様子が映像に記録されている。沈没の直後、弾薬の補給を終えた「みずき」も現場に戻ってきた。
その後の捜査で、爆発の直前に不審船から北朝鮮本国に「党よ、この子は永遠にあなたの忠臣になろう」「マンセー」とのメッセージを含んだ電波が発信されたことが判明しており、自爆したものと推測された。

## 事件後

### 漂流者の発見
23時45分、海上保安庁の巡視船と航空機は、乗組員6人が漂流しているのを発見したが、抵抗や自爆攻撃の恐れがあったため、救助行為を行えなかった。「みずき」船長の証言では、海上保安官が小銃を向けて警戒しつつ救助用の浮き輪を投げたが、乗組員達はこれを拒否して沈んでいったという。
結局、乗組員4名が遺体となって回収された。遺体はDNA鑑定の結果、「朝鮮人又は韓国人である可能性が極めて高い」と判断された。

### 船体の引き上げ

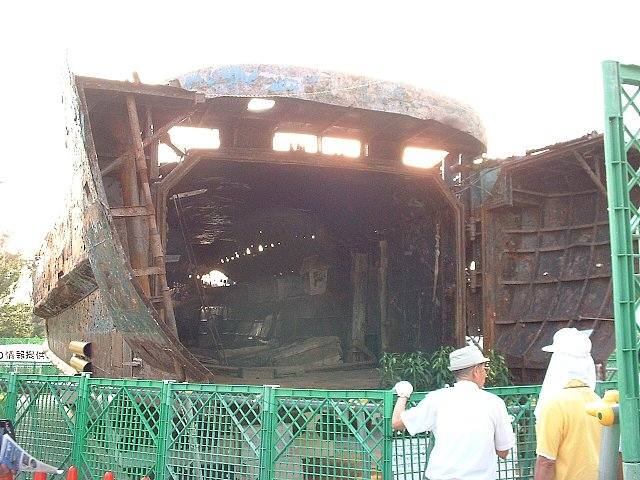
船の科学館で展示された工作船。船尾から内部を見る（2003年9月撮影）

小泉政権は断固引き上げを前提として中国政府と交渉を重ね、最終的に2002年6月18日に口上書が交わされ、日中外相会談にて確認された。
これを受けた海上保安庁は、「90メートルもの深海に沈んだ船を引き揚げてどうする」という反対意見や台風などの困難がありながらも、捜査の一環として沈没した不審船の引き上げを実施した。なお、自国EEZ内での引き上げ作業や捜査を許可した中国側に対し、漁業補償の意も込め日本国政府から1億5,000万円の「捜査協力金」が支払われた。
沈没した不審船の船体および海底に散らばった遺留品は、2002年9月11日に海中より回収され、鹿児島県の港に運び込まれ、鑑識による分析が行われた。その結果、「船は北朝鮮の工作船であり、遺体で回収された乗組員は北朝鮮の工作員である」と断定された。遺体は被疑者としての鑑定後、北朝鮮への返還が検討されたものの、北朝鮮政府および朝鮮総連が無関係の態度を貫いたことから、行旅死亡人として扱われ、火葬された上で鹿児島市の無縁仏草牟田墓地内の無縁者納骨堂に葬られた。事件は漁業法違反と刑法の殺人未遂罪で鹿児島地方検察庁に送致された後に、被疑者死亡により不起訴処分となった。
船体の引き上げによって得られた成果の一つには、工作船の弱点に関する発見があった。海上保安大学校では、研究チームが船体を検分して精密な模型を制作し、様々な実験を行なったところ、波の高さが3メートルを超えた場合、不審船の速力は大幅に低下することが判明した。これにより、事件当時、工作船が悪天候の中を低速で逃走した謎は解明された。

### 工作・犯罪関連者の検挙と指名手配
捜査の結果、この事件で沈没した工作船は、3年前の1998年に南西諸島沖の東シナ海で日本の暴力団に覚醒剤を売り渡していた船だったことが余罪として発覚した。この工作船から覚醒剤を受け取った暴力団員らは、後日高知県高岡郡窪川町（現在の四万十町）の海岸に覚醒剤の陸揚げを謀った「高知県沖覚醒剤密輸事件」を引き起こし、検挙された。
押収された遺留品は、日本国内用の携帯電話（J-PHONEプリペイド式携帯電話「J-T03」）、GPSプロッター、ポケコン、トランシーバー、アイコムのオールモードアマチュア無線機（以上は日本製）、鹿児島県枕崎市沿岸の詳細な地図、金日成バッジなどであった。
当時は、携帯電話の契約者の身元を確認するシステムが甘く、契約者の特定には至らなかったが、岐阜県内の販売店で購入されたものであった。そのメモリーには、日本国内にある反社会的勢力（指定暴力団）の密接交際者で、身分を偽るため在日本大韓民国民団に偽装在籍していた特別永住者の在日韓国人男性「U」との数十回に及ぶ通話記録が残っていた。
北朝鮮工作機関による犯罪の多くは、日韓併合の歴史的経緯により日本で生まれ育った「土台人」と呼ばれる特別永住者の人脈を利用して行われたとされる。元公安調査庁長官が退官後に報道機関に明らかにした談話によれば、暴力団やフロント企業などの反社会的勢力の内部には、すでに土台人の人脈が張り巡らされ、対日有害活動が行われていると言われている。
この事件がきっかけで疑惑の人となった「U」は、無職者であるにもかかわらず、出処不明の大金をつかんで高級クラブ通いやゴルフ会員権取得などの豪遊を繰り返していたが、公安警察が身辺を洗い出していくうちに、密接交際者として敢行した様々な犯罪への関与が明白となった。2004年に、ついに「U」は2001年に窃盗犯から8台の盗難車を購入し、北朝鮮に不正輸出しようとした罪で逮捕された。
さらに「U」は、日朝首脳会談が行われ、拉致被害者5人が帰国を果たした直後の2002年10月に「ツルボン1号事件」を起こした疑いでも逮捕されている。この事件は、「松山眞一」ことチョ・ギュワ会長が率いる「極東会」および、「牧野国泰」ことイ・チュンソン会長が率いる「松葉会」に属していた暴力団幹部2人（被告「F」、「M」の両名）と「U」が結託し、日本人の漁師を脅迫して取り上げた漁船を使い、鳥取県沖の海上で北朝鮮からやってきた貨物船「ツルボン1号」と会合し、230kgもの覚醒剤を密輸した罪が発覚し、公安警察に再逮捕されたものである。
北朝鮮の工作船は、漁船を偽装するものと決まっていたが、「ツルボン1号」の件を見る限り、貨物船が転用される場合もあるものと見られた。被告は「F」を除き容疑を否認。「ツルボン1号事件」の一審では、「F」の自白が全面的に認められ、「U」と「M」に無期懲役判決が下されたが、一転して第二審となる高裁では「F」の自白について、「警察による『F』への誘導尋問や誤導尋問が招いた虚偽の自白」であると認定され、一審判決を破棄し「U」と「M」に無罪を言い渡した。
なお「F」は一審の公判中に癌を患い、勾留停止となって入院したところを警察の失態から病院から脱走し、逃走から約1ヵ月後に癌で病死した状態で発見された。
現在警察庁では、朝鮮学校元校長の曹奎聖（チョウ・キュウソン、通名：夏川奎聖、異名：ソーケイセイ）をインターポールに国際手配している。警視庁および山口県警の発表によると、曹は2000年、北朝鮮の元山（ウォンサン）において覚醒剤およそ250kgを仕入れ、船籍不詳の不審船を使って島根県の海岸から密輸入した疑いがもたれている。

### 工作船から発見された武装
工作船は、固有の武装として対空機関砲を備えていたほか、多くの携行兵器が積み込まれていた事が判明した。携行火器は、朝鮮人民軍の第一線にもあまり配備されていない最新鋭の物ばかりであった。RPG-7や無反動砲といった対戦車兵器は、無誘導ながら非装甲の巡視船に命中すれば上部構造のあらゆる部分の外殻を成型炸薬弾の効果によって貫通し、撃破できた。
また、AKS-74の放つ小口径高速弾や82式機関銃が掃射する機関銃弾（フルサイズ小銃弾）は、事件当時の海上保安官に支給されていた防弾ベストを貫通して殺傷する能力があった。
固有武装のZPU-2対空機関砲は、かつての対戦車ライフル用弾丸を使用しているため貫通力に優れており、対人で使えば防弾ベストを着用していようと即死は免れない上、巡視船や航空機の外殻を貫通してしまう恐れが高かった。また、9K310 イグラ-1携行対空ミサイルは5kmの射程を持っており、チャフやフレアといった軍用の防御装備を持たない当時の海保機にとっては大きな脅威であった。
最終的に回収できた兵器は以下の通り。
- 固有武装
  - ZPU-2×1（船尾）

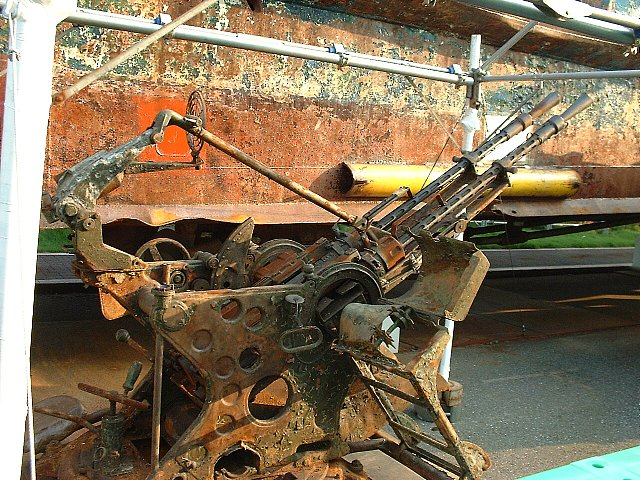
工作船に装備されていたZPU-2

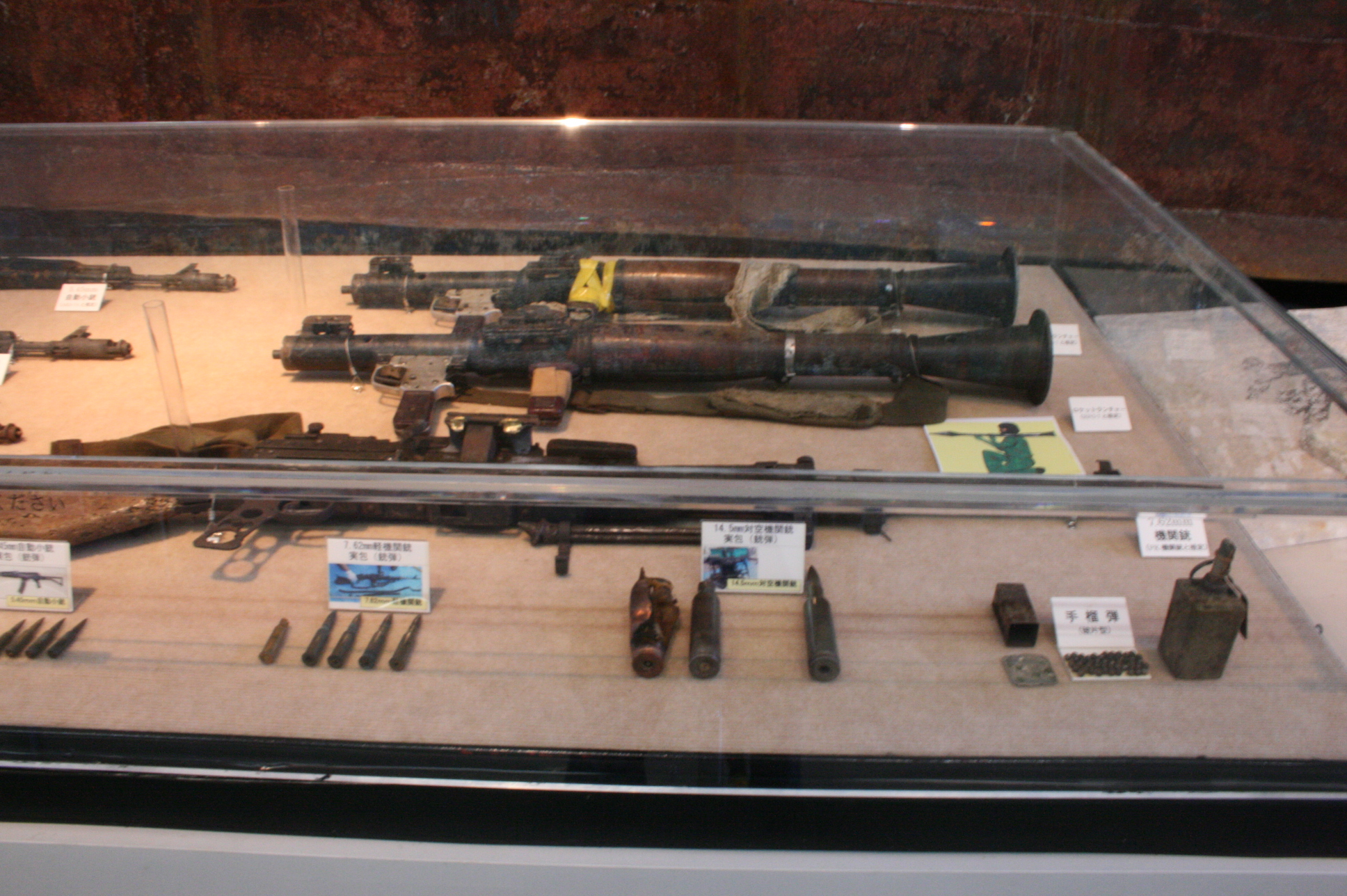
回収された携行火器類

  - 82mm無反動砲（B-10に類似）×1（船首）
- 携行火器
  - AKS-74×4
  - 82式機関銃×2
  - RPG-7×2
  - 9K310 イグラ-1×2

### 工作船の保存

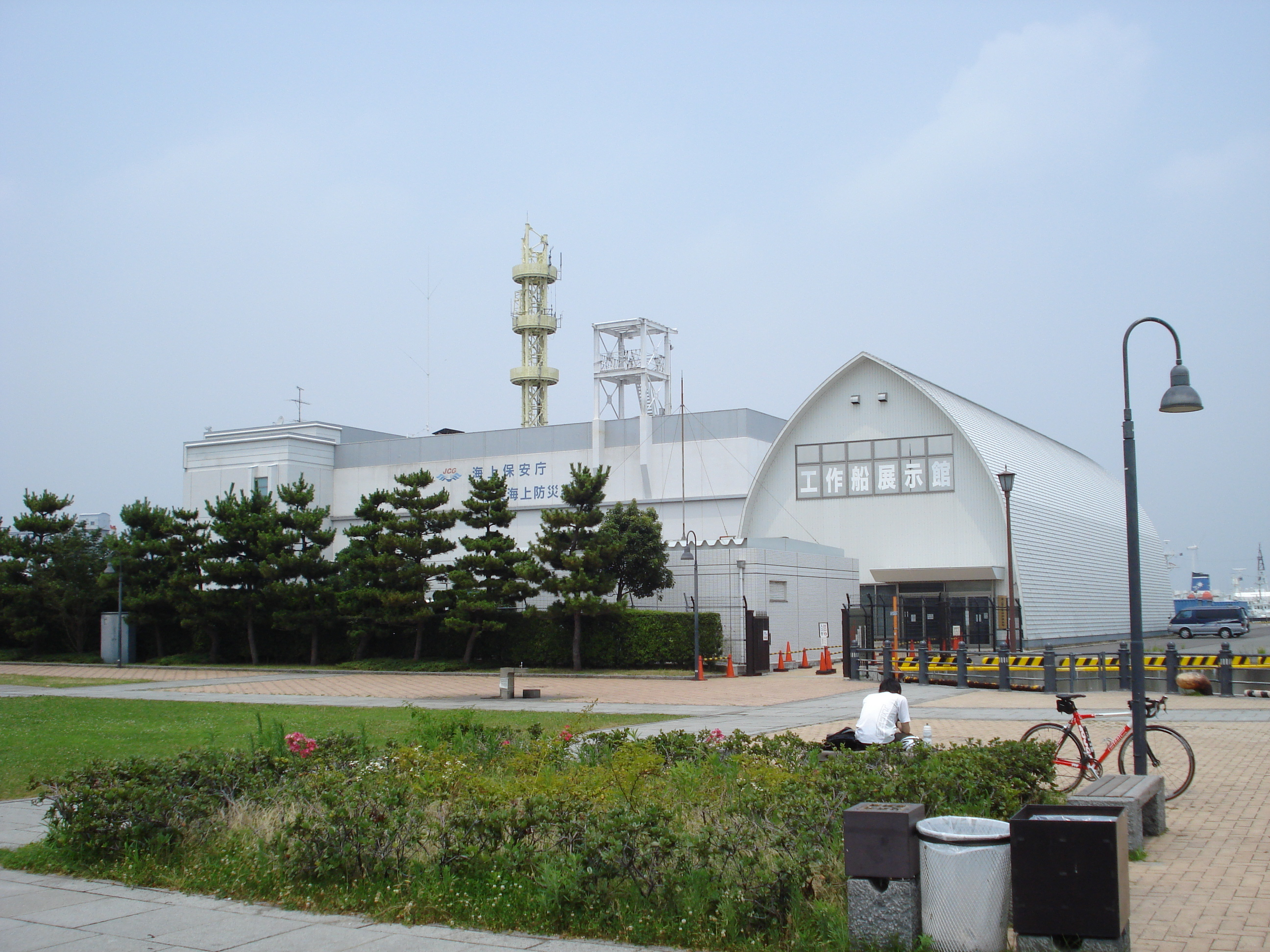
横浜海上防災基地内の「工作船展示館」

当初、工作船は検証終了後にスクラップ処分される予定であったが、日本財団が全経費を負担して東京都への移送と展示を実施した。
回収された工作船の武器も、検証終了後には安全化処理として銃身の内部や雷管を破壊され、武器としての能力を完全に喪失した無可動実銃の状態で、展示場所となった東京都江東区の「船の科学館」へ移送された。同館は公開場所の無償提供を行い、当初は2003年9月までだった展示期間を延長して2004年2月まで一般公開された。
船の科学館での一般公開終了後、その後の継続的な保存に必要な資金が調達できなかったことからスクラップ処分される予定だったが、石原慎太郎東京都知事ら多くの人々の反対と、海上保安協会に寄せられた多くの人々からの寄付によって処分は中止され、横浜市に移送された。
同年12月10日以降は、横浜海上防災基地内の「海上保安資料館横浜館」（工作船展示館）で展示されている。薄い高張力鋼でできた船体は劣化が進んでいるが、補強用のワイヤを追加するなどの対策を施しながら公開が継続されている。見学は無料である。
他方、工作船からの銃撃によって破壊された巡視船「あまみ」の船橋部分は、修理の際に船から切り取られて千代田区霞が関の国土交通省庁舎にて期間限定で展示された後、現在は広島県呉市の海上保安大学校に展示されており、同校への来校者は無料で見学することができる。

### 工作船の諸元
- 船名：長漁3705
- 全長：29.68m
- 全幅：4.66m
- 総トン数：44トン
- 出力：約4400馬力（約1100馬力×4）
- 速力：約33ノット（約61km/h）

内蔵の小型船艇
- 全長：11.21m
- 総トン数：2.9トン
- 主機関：スウェーデン製
- 出力：約900馬力（ガソリン船内外機3基）
- 速力：約50ノット（約90km/h）

### 日本に与えた影響
この事件は、旧ソビエト連邦のスパイ船である「ラズエズノイ号事件」以来、48年ぶりに行われた他国船艇への船体射撃だった。北朝鮮工作機関の犯罪行為が白日の元にさらされた事は、拉致事件に揺れる日本の世論にも大きな影響を与えた。
海上自衛隊は海上警備行動こそ発動しなかったが、海上保安庁と連携して対応に当たった。一連の不審船事件は海上防衛の在り方にも一石を投じた事件であった。海上保安庁は、今回の事件を教訓に、現場の海上保安官（乗組員）の生命保護のため巡視船艇の防弾化および相手船舶を安全な距離から停船させるために高機能・長射程の機関砲の搭載、船艇の高速化、海上警備における水産庁の漁業取締船との連携強化、航空機の輸送力アップなどを急速に進めることとなった。
また、一部航空基地に配属が進んでいる機動救難士の発足の理由の一つとして、救急救命士資格を持った機動救難士による現場海上保安官の直接救護の目的もある。海上保安官に対しては、性能のよい防弾ベストを支給し、対テロ訓練を行わせている。
日本財団では、この事件をきっかけとして、海上保安協会とともに海上保安庁公認の防犯ボランティア組織「海守」を結成し、インターネットなどを通じて工作船への警戒や海の事故への注意を呼び掛けた。海守には約6万人の会員が加入していたが、その後解散した。

### 批評
北朝鮮による日本人拉致問題を否定するなど北朝鮮シンパであった和田春樹は「漁業法違反」という名目での初動捜査や、まだ工作船から武力攻撃を受けていなかったにもかかわらず「先制攻撃的」に船体射撃を行ったことを、「法解釈の間違い」や「違法な戦闘行為」とし、海上保安庁を批判する持論を展開した。
日本共産党は、この事件における海上保安庁の対応を肯定していたが、当時党議長だった親中派の不破哲三は「中国は『海保はやりすぎだ』と批判している」ことを主張し、共産党見解の発表を握り潰したといわれている。
海上治安研究会によれば、本件ではRFS付きの武器の使用により、危害射撃要件を定めた海上保安庁法第20条に抵触しない、乗員の死傷を避けた射撃が行えると判断して船体射撃を実施した。